# Belleair Shore
Belleair Shore – miasto w Stanach Zjednoczonych, w stanie Floryda, w hrabstwie Pinellas.